# November 1984
Portal Geschichte | Portal Biografien | Aktuelle Ereignisse | Jahreskalender | Tagesartikel

◄ |
19. Jahrhundert |
20. Jahrhundert
| 21. Jahrhundert

◄ |
1950er |
1960er |
1970er |
1980er
| 1990er | 2000er | 2010er | ►

◄ |
1980 |
1981 |
1982 |
1983 |
1984
| 1985 | 1986 | 1987 | 1988 | ►

◄ |
August 1984 |
September 1984 |
Oktober 1984 |
November 1984 |
Dezember 1984 |
Januar 1985 |
Februar 1985 |
►
Dieser Artikel behandelt aktuelle Nachrichten und Ereignisse im November 1984.

## Tagesgeschehen

### Donnerstag, 1. November 1984
- Bonn/Deutschland: Der Ministerpräsident von Baden-Württemberg Lothar Späth (CDU) tritt sein Amt als Präsident des Bundesrates an.[1]
- Den Haag/Niederlande: Die bisher liberalsten Regelungen zum Recht auf Abtreibung in der Geschichte des Landes treten in Kraft. Sofern die Operation in den ersten 24 Wochen nach der Empfängnis erfolgt, gelten allein die Notsituation der Schwangeren sowie ihr Wille zur Abtreibung als hinreichende Bedingung. Ein Ausschluss von eigens aus dem Ausland anreisenden Schwangeren ist nicht geplant.[2]

### Freitag, 2. November 1984
- Moskau/Sowjetunion: Die Tochter des ehemaligen Diktators der Sowjetunion Josef Stalin kehrt in ihr Heimatland zurück. Die 56-jährige Swetlana Peters beantragte 1967 in Neu-Delhi, Indien, politisches Asyl in den Vereinigten Staaten, wurde von diesen als Einwanderin akzeptiert und lebte zuletzt im Vereinigten Königreich.[3]

### Samstag, 3. November 1984
- Addis Abeba/Äthiopien: 18 Mitglieder der Mobilen Luftbewegungseinheit in den Luftstreitkräften des Vereinigten Königreichs erreichen die Hauptstadt Äthiopiens. In dem Land herrscht wegen einer Dürre eine schwere Hungersnot, über die der Rundfunkveranstalter BBC im Oktober berichtete. In der Folge entschloss sich die Regierung des Vereinigten Königreichs zu massiven Lebensmittellieferungen, denn Unterernährung  bedroht laut verschiedenen Organisationen für Humanitäre Hilfe das Leben von mehreren Millionen Menschen.[4]
- Neu-Delhi/Indien: Die staatlichen Einsatzkräfte bringen die seit drei Tagen anhaltenden Ausschreitungen unter Kontrolle, die nach dem von Leibwächtern verübten Attentat auf Premierministerin Indira Gandhi vom Indischen Nationalkongress ausbrachen. Mindestens 3.000 Angehörige des Sikhismus starben in der Gewaltwelle, da über die Leibwächter bekannt ist, dass sie dieser Glaubensrichtung angehören.[5]

### Sonntag, 4. November 1984
- Managua/Nicaragua: Drei Viertel der Wahlberechtigten nehmen an der Wahl des Präsidenten und der Wahl zum Parlament teil. Im Wahlkampf warnte die regierende Sandinistische Nationale Befreiungsfront (FSLN), in der Präsident Daniel Ortega eine führende Position einnimmt, vor einer baldigen Intervention der Streitkräfte der Vereinigten Staaten in dem mittelamerikanischen Land. Die international nicht als frei anerkannten Wahlen erbringen einen Sieg Ortegas sowie circa 67 % Zustimmung für die FSLN.[6][7]

### Montag, 5. November 1984

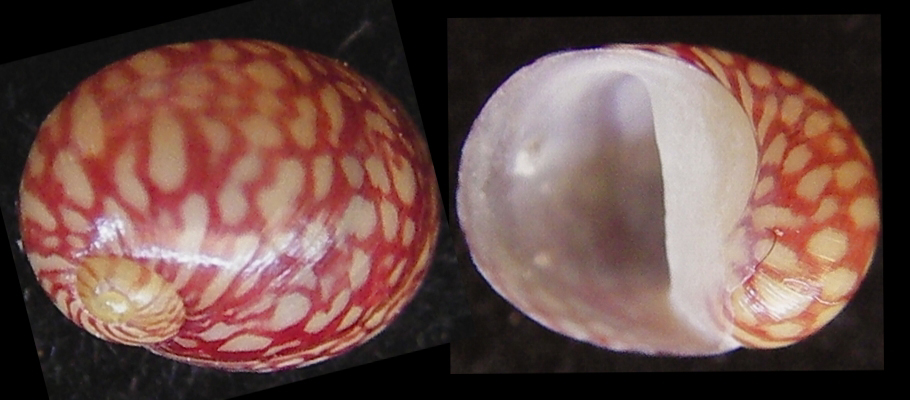
Haus einer Theodoxus fluviatilis − die Art ist in der Schweiz gefährdet

- Zürich/Schweiz: Der nationale Ableger der Non-Profit-Organisation Greenpeace (deutsch Grüner Friede) wird gegründet. Die Mitglieder sind sich einig, dass Artenschutz und der Kampf gegen Atomenergie sowie Kernwaffen ihre herausragenden Ziele sind.[8]

### Dienstag, 6. November 1984

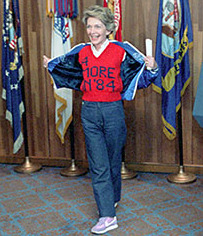
Nancy Reagan warb für ihren Mann Ronald

- Washington, D.C./Vereinigte Staaten: Der 40. Präsident der Vereinigten Staaten Ronald Reagan von der Republikanischen Partei erhält bei der Präsidentschaftswahl den Auftrag der Wähler für eine weitere Amtszeit. Während Reagan 525 Wahlmänner im Electoral College auf seine Person vereinigt, sind es bei Walter Mondale von der Demokratischen Partei nur 13. Bei der gleichzeitig durchgeführten Wahl zum Repräsentantenhaus behauptet die Demokratische Partei ihre Mehrheit, bei der Wahl zum Senat verbleibt die Mehrheit bei der Republikanischen Partei.[9]

### Mittwoch, 7. November 1984
- Bonn/Deutschland: Im Untersuchungsausschuss zur so genannten „Flick-Affäre“ um verbotene Praktiken der Parteienfinanzierung und mögliche Schmiergeldzahlungen erklärt Bundeskanzler Helmut Kohl (CDU), alle ihm übergebenen Geldmittel an die Schatzmeisterei seiner Partei weitergeleitet zu haben. Illegale Spenden habe es nicht gegeben.[10]

### Freitag, 9. November 1984
- Suchitoto/El Salvador: Ein Angriff der Nationalen Befreiungsfront Farabundo Martí (FMLN), die sich dem Widerstand gegen die von den Vereinigten Staaten gestützte Militärdiktatur verschrieben hat, auf die Stadt Suchitoto wird nach stundenlangen Gefechten von Einheiten der Streitkräfte abgewehrt. Der Ort, dessen Einwohnerzahl im Lauf des Bürgerkriegs um circa 75 % zurückging, ist ein Ausgangspunkt für Militäroperationen gegen die FMLN.[11]

### Montag, 12. November 1984

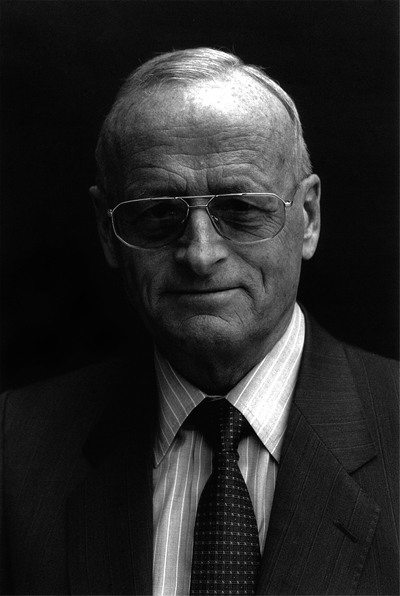
Carl Hahn, seit 1982 VW-Vorstandsvorsitzender

- Eisenach, Zwickau/Deutschland: Nach dem Lizenzvertrag mit Volkswagen forciert das leitende Personal der Pkw-Hersteller innerhalb des Industrieverbands Fahrzeugbau (IFA) die Planungen für die Umstellung auf Viertaktmotoren in Wartburg und Trabant. Aktuell produziert der IFA nur Autos mit Zweitaktmotor.[12]
- Wolfsburg/Deutschland: Der Volkswagenkonzern verkündet den Abschluss eines Lizenz- und Anlagenimportvertrags mit der DDR. Branchenkenner vermuten, dass der Konzern in Zukunft die Fertigung einiger Pkw-Reihen in die DDR verlagern wird, zunächst aber sollen nur Bauteile an den für Werke in Karl-Marx-Stadt und in Zwickau bestimmten Anlagen entstehen.[13]

### Montag, 19. November 1984
- München/Deutschland: Der Landesverband Bayern e. V. im Börsenverein des Deutschen Buchhandels und die Stadt München verleihen den Literaturpreis Geschwister-Scholl-Preis an das Buch Widerstand und Verfolgung der Schriftstellerin Anja Rosmus-Wenninger aus Passau.[14]

### Donnerstag, 22. November 1984

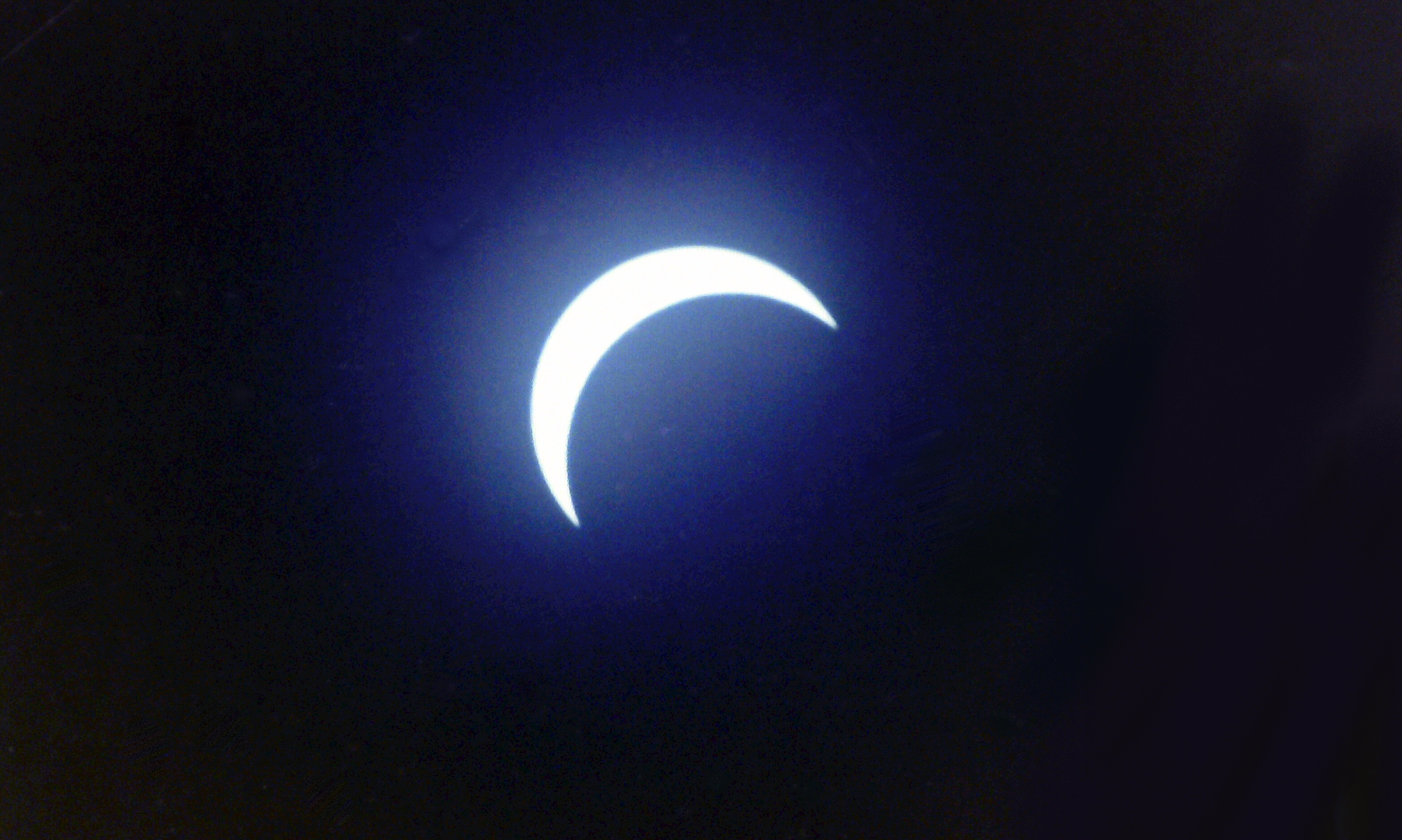
Partielle Sonnenfinsternis über Neuseeland

- Pazifik: Bei der totalen Sonnenfinsternis trifft der Kernschatten des Mondes zunächst auf Neuguinea, danach wandert er in östlicher Richtung über den Pazifik. 500 km östlich von Neuseeland ist die Sonne mit fast zwei Minuten am längsten durch den Mond verdeckt. Die Bewohner der neuseeländischen Nordinsel können das Ereignis als partielle Sonnenfinsternis wahrnehmen.[15]
- Straßburg/Frankreich: Die im Europarat vertretenen Staaten beschließen mit einem Protokoll zur Europäischen Menschenrechtskonvention, dass keine Person wegen derselben Sache mehr als einmal vor Gericht gestellt werden darf.[16]

## Weblinks

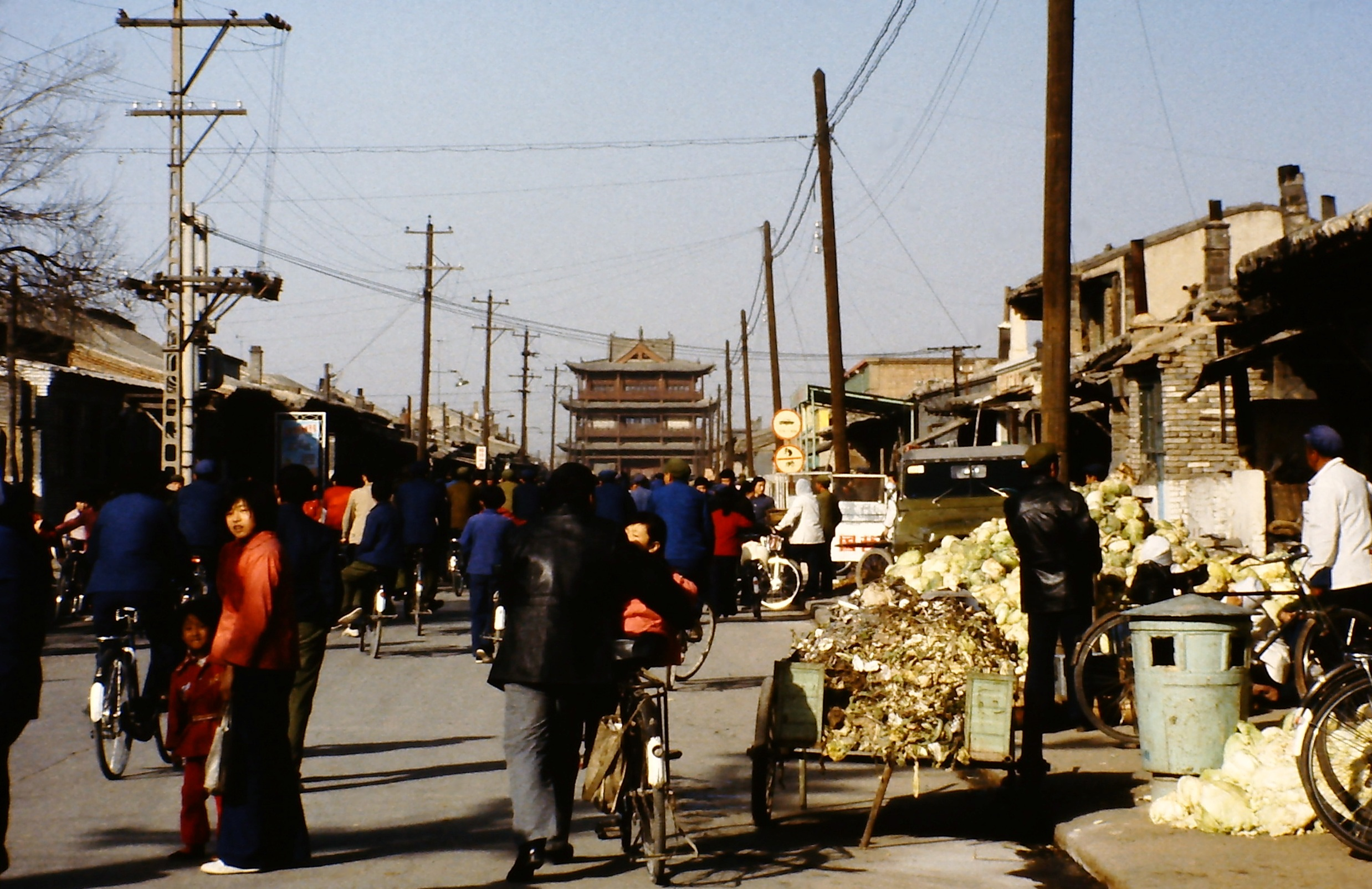
Datong im November 1984